# Lista de arranha-céus mais altos da Austrália
Este anexo é uma lista dos maiores arranha-céus da Austrália. As alturas são referentes aos pináculos de cada construção. A Austrália é a casa do maior prédio residencial do mundo, o Q1.

## Os 10 Maiores

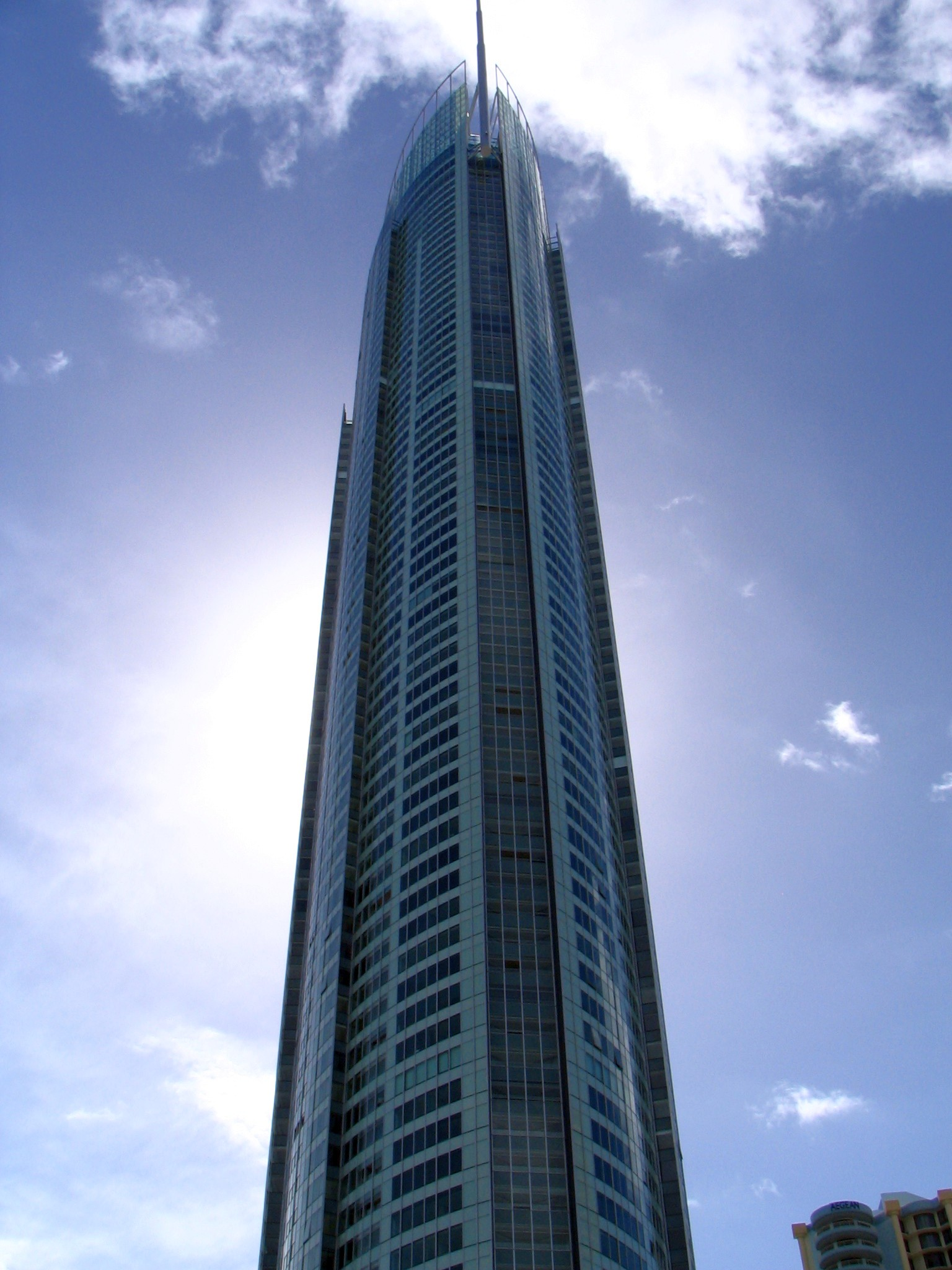
Q1 Tower, o maior arranha-céu da Austrália.

| Posição | Nome                              | Localização | Altura (m) | Andares | Ano de conclusão |
| ------- | --------------------------------- | ----------- | ---------- | ------- | ---------------- |
| 1       | Q1 Tower                          | Gold Coast  | 323        | 78      | 2005             |
| 2       | Torre de Sydney                   | Sydney      | 301        | 90      | 1976             |
| 3       | Torre Eureka                      | Melbourne   | 297        | 91      | 2006             |
| 4       | 120 Collins Street                | Melbourne   | 265        | 52      | 1991             |
| 5       | 101 Collins Street                | Melbourne   | 260        | 57      | 1991             |
| 6       | Bourke Place                      | Melbourne   | 254        | 51      | 1991             |
| 7       | Torres Rialto                     | Melbourne   | 270        | 63      | 1986             |
| 8       | Riparian Plaza                    | Brisbane    | 250        | 53      | 2005             |
| 9       | Central Park                      | Perth       | 249        | 52      | 1992             |
| 10      | Melbourne Central Shopping Centre | Melbourne   | 246        | 54      | 1991             |